# Catbalogan

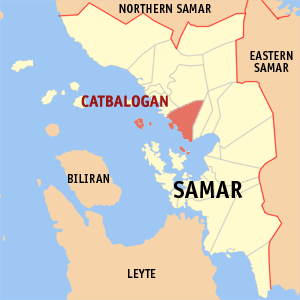
Catbalogans läge i Samar

Catbalogan är en stad i Filippinerna. Den är administrativ huvudort för provinsen Samar i regionen Östra Visayas och hade 92 454 invånare vid folkräkningen 2007.
Staden är indelad i 57 smådistrikt, barangayer, varav endast tre är klassificerade som urbana.